# Orfeón Mahonés
 Orfeón Mahonés es la madre cuna de todas las tendencias culturales en Mahón, Menorca desde su fundación en 1890. A día de hoy, sigue siendo una entidad cultural de gran importancia para la isla que ofrece clases de canto coral (infantil, juvenil, y para adultos), castañuelas, bailes de salón, lenguaje musical, flauta travesera, piano, guitarra y teatro. 

## Orígenes y fundación de la sociedad
El Orfeón Mahonés surgió como sugerencia por parte del Ateneo Científico, Literario y Artístico de Mahón que en 1912 les ofreció un local donde ensayar. Nueve años más tarde el presidente del Casino de Obreros de Unión Republicana, Guillermo Coda, ofreció gratuitamente al Orfeón el segundo piso de la Casa del Pueblo a fin de poder llevar a cabo sus ensayos y reuniones. A cambio, los socios tan solo debían pagar cinco pesetas mensuales para los gastos de electricidad. 
Los orígenes del Orfeón Mahonés se hallan en la influencia que ejercía la actuación de las masas corales fundadas por Anselmo Clavé, quien en ese momento se encontraba en su momento más álgido.
Gracias al testimonio del ilustre escritor Angel Ruiz y Pablo se sabe que no fue hasta las fiestas de Gracia de 1890, bajo el mandato del alcalde don Damián Moysi Albertí, cuando el Orfeón aseguró su estabilidad y continuidad, asentándose como una entidad independiente, oficialmente fundada. Con ese mismo acto quedó instituida la celebración anual de las Fiestas de Gracia en la ciudad de Mahón, que al igual que el resto de poblaciones menorquinas celebran el santo de su patrón.

## Maestros directores
D. Jaime Calafat, D. José Villalonga, D. Carlos Ferrer Clavé, D. Domenico Bellísimo, D. Cosme Sanz Pons, D. Carlos Beltrán, Juan Tudurí y D. Lorenzo Piris.

## Orfeonistas distinguidos
D.Alberto Ruiz del Campo (gestor), D.Francisco Seguí Coll (fundador y secretario durante unos treinta años)Lorenzo Sintes (componente de la rondalla: directivo, corista y miembro del cuadro lírico, Cosme Huguet (fundador de la rondalla y miembro activo), Mauricio Barber (tenor y directivo), Plácida Pons (cómica y actriz), D.Antonio Cantamisa (director escénico y apuntador), Pedro Bellot (actor, director escénico y vicepresidente), Federico Erdozain (poeta y actor), Juan Sintes (tenor), Santiago Barber (tenor), Margarita Tena (cómica), Francisco Pons (tenor), Lorenzo Pons (tenor), Lorenzo Tudurí (tenor), Antonio Mercadal (barítono), José Ferrer (barítono), José Catchot ( tenor), Juan Riutort (barítono), Rafael Parés (barítono), Rafael Truyol (barítono), Gabriel Orfila (barítono), José Borràs (barítono), Oscar Pol (bajo), Tomás Fulgueira (bajo), Juan Carreras (bajo), Vicente Lliña (bajo) y Antonio Borràs (bajo).

### Actores
Laura Olives, José Delfín Serra, Juanita Tudurí, Elisa Gamez, Luis Motilla, Floreal Barber, Próspero Buenaventura, Armando Marqués, Francisco Seguí, Enrique Perchés, Ernesto Sintes, Francisco Orfila, Carlos Sansó, Bartolomé Jover, Santiago P. Callejas, Lorenzo Nin, Ceferino Pons, Cosme Florit, Antonio Gelabert y Juan Cubas.

## Influencia de la obra del Orfeón Mahonés en la cultura musical de Menorca
La labor cultural y artística del Orfeón Mahonés se expandió por toda la isla llegando hasta los lugares más pequeños. Además, otra de sus características, probablemente la más destacada, sea “el sello de hermandad que guía sus pasos y con la que abraza a todos sus elementos”. 
La ciudad de Mahón siempre ha considerado esta destacada entidad “como la más genuina representante de una afición y una tradición musical y coral que ha caracterizado de antiguo a los menorquines”.

### Citas
1. 1 2  Mercadal Bagur, Deseado El Orfeón Mahonés su vida y su obra